# František Lukl
František Lukl (ur. 30 października 1977 w Kyjovie) – czeski polityk i samorządowiec, burmistrz Kyjova, od 2013 do 2014 minister rozwoju regionalnego.

## Życiorys
Z wykształcenia prawnik, w 2001 uzyskał magisterium na Uniwersytecie Masaryka w Brnie. Krótko pracował jako urzędnik w Hodonínie, następnie od 2003 do 2005 był dyrektorem biura burmistrza Kyjova.
Bez powodzenia kandydował na radnego rodzinnej miejscowości w 1998 z ramienia Unii Wolności i w 2002 z listy lokalnego komitetu. W 2005 objął jednak mandat radnego, został w tym samym roku powołany na stanowisko burmistrza. Reelekcję uzyskiwał w kolejnych wyborach. W lipcu 2013 stanął na czele resortu rozwoju regionalnego w technicznym rządzie, którym kierował Jiří Rusnok. Urząd ministra sprawował do stycznia 2014. Wcześniej w wyborach 2013 bezskutecznie startował do Izby Poselskiej z ramienia Partii Praw Obywateli – Zemanowcy.
Od 2011 był wiceprzewodniczącym Związku Miast i Gmin Republiki Czeskiej, w 2015 został wybrany na przewodniczącego tej organizacji. W 2020 wybrany na radnego kraju południowomorawskiego (reelekcja w 2024). W 2020 objął funkcję zastępcy hetmana tego kraju.